# Riccardia comptonii
Riccardia comptonii là một loài rêu trong họ Aneuraceae. Loài này được Pearson H.A. Mill. mô tả khoa học đầu tiên năm 1981.